# الأعجوبة (فلم)
الأعجوبة (بالإنجليزية: The Prodigy) هو فيلم رعب تم إنتاجه في كندا والولايات المتحدة. الفيلم من إخراج نيكولاس مكارثي، ومن بطولة تايلور شيلينغ والطفل جاكسون روبرت سكوت وكولم فيور.
صدر الفيلم في الولايات المتحدة في 8 فبراير 2019 بواسطة شركة أوريون بيكشرز للإنتاج. حقق الفيلم إشادة كبيرة من ناحية أداء المخرج والممثلين، كما واجه انتقادات من ناحية الحبكة.

## القصة
يحكي الفيلم قصة وقعت أحداثها في بنسيلفانيا في ولاية أوهايو الأمريكية، وتحديداً في 22 أغسطس 2010، حيث تقوم قوة خاصة من الشرطة بالهجوم على القاتل المتسلسل إدوارد سكاركا وترديه قتيلاً بعد قطعه يد إحدى ضحاياه وفرارها. كانت وفاة سكاركا في نفس لحظة ولادة الطفل مايلز وهو أول طفل في أسرة الزوجين السعيدين ساره وجون. خلال فترة قصيرة من عمره أظهر الطفل مايلز ذكاءً خارقاً وسرعة كبيرة بالنطق.
أصبحت العائلة تلاحظ سلوكاً عدائياُ على طفلهم العبقري، من خلال اعتدائه غير المفهوم على مربيته وعلى زميله في المدرسة. كما لاحظت الأم أحلام غريبة يقع بها مايلز خلال نومه، مما دعاها لتسجيل ما كان يتكلم به من طلاسم وعرضه على المرشدة النفسية، التي بدورها استعانت بزميلها آرثر جاكوبسون المختص في تناسخ الأرواح وعودة الروح بعد الموت. يكتشف الباحث آرثر أن اللغة التي تكلم بها الطفل مايلز أثناء نومه هي اللغة المجرية، التي لم يسمع بها الطفل في حياته من قبل.
لم ترغب الأم بتصديق آرثر بأن روحاً غريبة تسيطر على مايلز، لكن تتابع الأحداث تثبت للأم صحة أبحاث آرثر. حيثُ أن الطفل لم يعد يحترم والده، واكتشفت كاميرا تنصت كان قد زرعها مايلز في غرفة والديه، وكذلك قتل مايلز كلب العائلة بطريقة إجرامية. أخيراً اعترف الطفل بأن شخص ما داخل رأسه يحاول السيطرة عليه، وهو ما يدفعه للقيام بهذه الأفعال.
تلجأ الأم مجدداً إلى الباحث آرثر وتعلمه عن صحة ما توقعه، يُدخل آرثر الطفل إلى غرفة ويدخله في تنويم مغناطيسي للتكلم مع الروح المتطفلة، فعلاً نجحت العملية ودخل مايلز في نوم مغناطيسي، ليدخل آرثر بحوار مباشر مع الروح والتي تبين أنها فعلاً منحدرة من عائلة مجرية، ولكن عند سؤال آرثر عن اسم الروح لم يجيب وبدأ بتهديد آرثر بإخبار أمه أنه تحرش به جنسياً، هذا التهديد جعل آرثر يتراجع ويخبر الأم أنه فشل في عمليه استخراج الروح. كان الطفل وهو يجلس على أريكة آرثر قد كتب سراً اسم المجرم وهو سكاركا القاتل المتسلسل الذي عاد للحياة لإكمال جريمته بقتل آخر ضحاياه والتي قطع يدها فقط. وعند معرفة الأم بكل هذه التفاصيل قررت وضع الطفل في مركز رعاية خاص، قام الأب بأخذه من المدرسة وإرساله للمركز، ولكن في الطريق قام الطفل مايلز بطعن والده أثناء قيادته للسيارة، مما تسبب له بحادث مريع.
مع كل هذه الأحداث قررت الأم إنقاذ روح ولدها من خلال تحقيق الهدف من عودة روح سكاركا، وهو قتل مارغريت سانت جيمس آخر ضحاياه، مع عدم قدرة الأم على تنفيذ الجريمة جاء الطفل مايلز وطعن مارغريت وقتلها، مما جعل الأم تطلب من الروح العودة من حيث جاءت، لكنه أخبرها بأن روح مايلز ذهبت من دون عودة. حينها قررت الأم قتل الطفل ولكن أحد المزارعين في المنطقة لاحظ ذلك مما دفعه لإطلاق النار على الأم ونجاة الطفل الذي يذهب في تجربة جديدة مع عائلة أخرى تبنته.

## الميزانية والإيرادات
بلغت تكلفة إنتاج الفيلم حوالي 6 ملايين دولار بينما حقق إيرادات تقدر بـ 19.7 مليون دولار.

## وصلات خارجية
- مقالات تستعمل روابط فنية بلا صلة مع ويكي بيانات

- الأعجوبة  في قاعدة بيانات الأفلام على الإنترنت (بالإنجليزية)

لا توجد روابط لمواقع التواصل الاجتماعي.